# Miron Costin (okręg Botoszany)
Miron Costin – wieś w Rumunii, w okręgu Botoszany, w gminie Vlăsinești. W 2011 roku liczyła 472 mieszkańców.